# DMAX

Logo von DMAX HD seit dem 1. Mai 2012

DMAX ist ein privater Fernsehsender, der vornehmlich auf männliche Zuschauer ausgerichtete Reportagen, Dokumentationen, Real-Life-Programme und Lifestylemagazine ausstrahlt. Der Sender ist als Vollprogramm zugelassen und muss daher auch Nachrichten senden, welche montags bis freitags um ca. 23:10 Uhr und 0:10 Uhr als zweiminütige Nachrichtensendung DMAX News ausgestrahlt werden.

## Geschichte
DMAX ist Nachfolger des Fernsehsenders XXP, der im Januar 2006 zu 98 % vom US-Medienkonzern Discovery Inc. übernommen wurde. Die restlichen zwei Prozent blieben bei den ehemaligen Hauptgesellschaftern dctp und Spiegel TV. Am 1. September 2006 ging XXP in dem neuen Sender DMAX auf. 2007 verkauften die Spiegel TV GmbH und Alexander Kluges DCTP Entwicklungsgesellschaft für TV-Programm ihre verbliebenen Anteile von jeweils 1 % an die Discovery Content Verwaltungs GmbH, sodass der amerikanische Discovery Channel den Sender DMAX inzwischen komplett übernommen hat. Der Sendername DMAX ist die Abkürzung des ursprünglichen Sendernamens Discovery MAX.
Seit dem 8. Januar 2008 wird eine englischsprachige Version von DMAX in den Pay-TV-Paketen von Sky Digital und Virgin Media in Großbritannien und Irland vermarktet. Dabei wurden zeitnah DMAX +1, DMAX +1.5 und DMAX +2 erschaffen, die das Hauptprogramm zeitversetzt ausstrahlen. Seit Februar 2010 ist der Sender nicht mehr über MonA TV empfangbar. Im Gegensatz zur deutschen Version von DMAX ist der englischsprachige Sender auf eine weibliche Zielgruppe ausgerichtet.
DMAX sendet seit dem 29. Februar 2012 in einem neuen Design. Nun ist in den Trailern am Anfang und am Ende ein DMAX-3D-Logo zu sehen. Seit dem 1. Mai 2012 wird DMAX HD über die grundverschlüsselte Plattform HD+ von SES Astra ausgestrahlt, jedoch erst am 1. August 2012 erfolgte die Ausstrahlung in nativem HD. Ab 15. Januar 2013 sendete DMAX HD auch in den modernisierten Netzen von Unitymedia.
Seit 1. Oktober 2014 wird ein eigener Österreich-Ableger des Senders unter dem Namen DMAX Austria ausgestrahlt. Seit 25. Oktober 2014 wird auf diesem Kanal ein eigenes Werbefenster für Österreich gesendet. Als Werbevermarkter fungiert Goldbach Media Austria. Ansonsten unterscheidet sich das Programm nicht vom deutschen. Eigens für Österreich produzierte Sendungen sind in Zukunft geplant.

## International
Mit dem Erfolg von DMAX in Deutschland wurde am 22. November 2007 ein separater Kanal für die Märkte in Vereinigten Königreich und Irland eingeführt. DMAX ging am 12. Dezember 2011 in Italien auf Sendung und ist nun an der neunten Stelle der meistgesehenen Kanäle des Landes. Im asiatisch-pazifischen Markt startete DMAX am 7. Juli 2014 und ersetzte Discovery Turbo (Asia). In Spanien wurde DMAX am 12. Januar 2012 als Discovery MAX gestartet und im September 2016 umbenannt. In der Türkei startete DMAX am 18. März 2018 und ersetzte den Sender NTV Spor.

## Marktanteile
| Jahr | ab 3 Jahre |
| ---- | ---------- |
| 2006 | 0,5 %      |
| 2007 | 0,5 %      |
| 2008 | 0,6 %      |
| 2009 | 0,7 %      |
| 2010 | 0,7 %      |
| 2011 | 0,7 %      |
| 2012 | 0,7 %      |
| 2013 | 0,8 %      |
| 2014 | 0,9 %      |
| 2015 | 1,0 %      |

| Jahr | ab 3 Jahre |
| ---- | ---------- |
| 2016 | 1,0 %      |
| 2017 | 1,0 %      |
| 2018 | 1,0 %      |
| 2019 | 1,0 %      |
| 2020 | 1,1 %      |
| 2021 | 1,1 %      |
| 2022 | 1,0 %      |
| 2023 | 1,0 %      |
| 2024 | 1,0 %      |

## Programm
Der Sender bezeichnet sich selbst als „Factual (Tatsachen)-Entertainment Channel for Men“, in Deutschland als der „erste Factual-Entertainment Kanal für Männer im deutschen Free TV“ mit dem Slogan: „Fernsehen für die tollsten Menschen der Welt: Männer“. Er zeigt in seinem Programm Dokumentationen, Real-Life-Formate und Lifestylemagazine, die speziell auf ein männliches Publikum zugeschnitten sind. Dabei sollen die Themenbereiche Abenteuer und Entdeckung, Motor und Technik, Technologie, gefährliche Jobs und Reisen im Vordergrund stehen.
Der Sender erlangte eine gewisse Bekanntheit durch die Eigenproduktion der Doku-Soap Die Ludolfs – 4 Brüder auf’m Schrottplatz (2006–2010) mit einem Marktanteil von 1,1 % beim Gesamtpublikum. Von 2011 bis 2018 lief zudem die international erfolgreiche Autoshow Top Gear auf DMAX.

## Printausgabe
Zum Ausbau und zur Positionierung der Marke DMAX publizierte der Münchner Sender ab dem 24. April 2013 das DMAX-Magazin. Das Heft wurde mit einer monatlichen Auflage von 100.000 Stück über die WEKA Media Publishing GmbH verlegt. Das Themenspektrum reichte von Abenteuer-, Lifestyle- und Technikthemen bis hin zu außergewöhnlichen Geschichten und Insidertipps. Kernzielgruppe waren Männer zwischen 18 und 49 Jahren. Mit der Ausgabe 7/2015 wurde das Magazin vorläufig eingestellt.

## DMAX Onlineshop
Der Fernsehsender betreibt seit dem 17. Juni 2013 unter der Bezeichnung DMAX Shop einen Online-Versandhandel. Zum Sortiment gehören u. a. Produkte aus den Bereichen Outdoor, Zuhause und Motor. Zudem sind DMAX-Fanartikel erhältlich.

## Empfang
- Satellit: Astra 19,2° Ost, Frequenz: 12.480 MHz, Vertikal, 27.500 kSym/s, FEC: 3/4, DVB-S QPSK
Österreich: Astra 19,2° Ost, Frequenz: 12148 MHz, Horizontal, Symbolrate: 27500, FEC: 3/4;
HD-Version (Deutschland und Österreich): Astra 19,2° Ost, DVB-S2, Frequenz: 12574 MHz, Horizontal, Symbolrate: 22000, FEC: 2/3

- Kabel: Vodafone Deutschland, Pÿur,[15] KabelKiosk, wilhelm.tel, Willy.tel, NetCologne, ImmoMediaNet
Österreich: UPC Austria, Liwest
Schweiz: Sunrise[16]
- DVB-T2: Freenet TV
- IPTV: MagentaTV, Vodafone, Zattoo, Joyn
Österreich: A1 Kabel TV
Schweiz: Yallo TV